# Ленточница Мольтрехта
Ленточница Мольтрехта (лат. Catocala moltrechti) — вид ночных бабочек из семейства Erebidae. Название виду дано в честь Арнольда-Кристиана-Александера Мольтрехта (Arnold Moltrecht) — известного исследователя фауны Дальнего Востока, собирателя лепидоптерологических и зоологических коллекций.

## Описание
Размах крыльев 37—42 мм. Передние крылья одноцветные, тёмно-коричневого цвета, с характерным рисунком из пятен и перевязей. Выступ передней половины внешней перевязи против ячейки заостренный. Внутреннее и базальное поля темнее основного фона крыла. Темная подкраевая линия не выражена. Внутренняя перевязь проходит почти под прямым углом к заднему краю крыла, имеющему яркую жёлтую окраску. По нему почти под прямым углом проходит чёрная перевязь, не разделенная на 2 отдельных пятна. Перевязь доходит до заднего края крыла, где изгибается к корню крыла по его заднему краю.

## Ареал
Эндемик южного Приморья.

## Время лёта
Бабочки летают с середины июля до конца августа. Встречается в долинном смешанном лесу южного Приморья.

## Размножение
Гусеницы не известны. Кормовое растение гусениц не выяснено.

## Численность
Количественные учеты не проводились. По-видимому, общая численность очень незначительна и находится на критическом уровне. Лимитирующие факторы не изучены.

## Замечания по охране
Занесен в Красную Книгу России (I категория — находящийся под угрозой исчезновения вид). Охраняется в заповедниках Кедровая Падь, Уссурийский.